# Nezumia toi
Nezumia toi är en fiskart som beskrevs av Mccann och Mcknight, 1980. Nezumia toi ingår i släktet Nezumia och familjen skolästfiskar. Inga underarter finns listade i Catalogue of Life.